# Tianjin-Universität

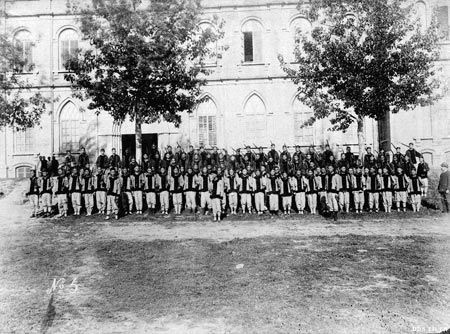
Peiyang-Universität um 1900

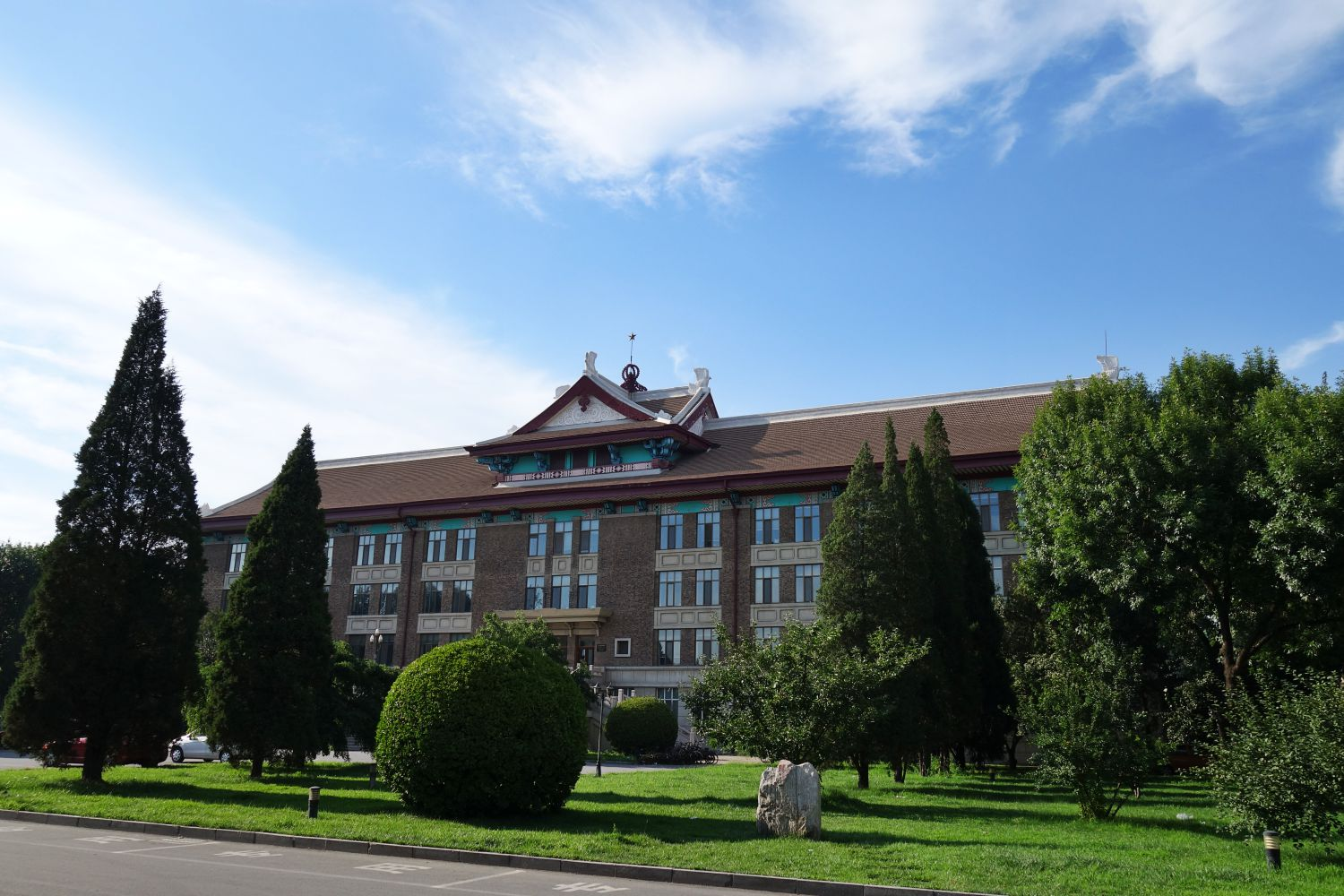
Unterrichtsgebäude Nr. 9

Die Tianjin-Universität (chinesisch 天津大学, Pinyin Tiānjīn Dàxué), bis 1951 Peiyang-Universität, ist eine am 2. Oktober 1895 gegründete, staatliche Universität in der Volksrepublik China.
Die Universität gehört zu den Universitäten des Projekts 211 und hatte 2005 rund 20.000 Studenten und über 4.700 wissenschaftliche Angestellte.

## Absolventen
- Wang Ch’ung-hui (1881–1958) – Jurist, Politiker und Diplomat
- Tang Shaoyi – Politiker
- Ma Yinchu (1882–1982) – Ökonom
- Shu-tian Li – Ingenieur
- Xu Zhimo (1897–1931) – Dichter
- Zhang Tailei (1898–1927) – Revolutionär
- Chen Lifu – Politiker
- Wang Zhengting – Diplomat
- Huang Jiqing (1904–1995) – Geologe
- Jia Qinglin (* 1940) – Politiker
- Larry Yung – Unternehmer

## Persönlichkeiten
- Hou Debang – Chemiker
- Mao Yisheng – Architekt
- William S.W. Lim – Architekt
- Feng Jicai – Schriftsteller